# Павловський Всеволод Сергійович
Павловський Всеволод Сергійович — радянський російський сценарист.
Народився 1908 р.
Автор сценарію фільмів: «Сміється життя» (1928, у співавт.), «На повороті» (1929), «Державний чиновник» (1930), «Суд повинен тривати» (1930), «Бакинці» (1938, у співавт. з В. Туріним), та українського фільму «Вершники» (1939, за мотивами однойменного роману Юрія Яновського).